# Lemmeströ församling
Lemmeströ församling var en församling  i Lunds stift i nuvarande Svedala kommun. Församlingen uppgick 1781 i Gustavs församling

## Administrativ historik
Församlingen har medeltida ursprung. 
Församlingen utgjorde till 9 maj 1555 ett eget pastorat för att därefter till 4 april 1781 vara i pastorat med Börringe församling, före 1570 som moderförsamling, därefter som annexförsamling. 4 april 1781 uppgick församlingen i Gustavs församling.